# Katedra Najświętszej Marii Panny w Rouen
Katedra Najświętszej Marii Panny w Rouen (fr. Cathédrale Notre-Dame de Rouen, pełna nazwa: La cathédrale primatiale Notre-Dame de l'Assomption de Rouen) – gotycka katedra pod wezwaniem Najświętszej Marii Panny w Rouen we Francji.
Jest ona ujęta dwiema różnej wysokości wieżami – północną Tour St-Romain oraz późniejszą Tour du Beurre. Środkowa wieża katedry ma żeliwną neogotycką iglicę, dodaną w 1876 roku. Warto obejrzeć Portal des Libraires z XIII wieku oraz XIV-wieczny Portal de la Calende z kunsztowną rzeźbą i delikatnym maswerkowaniem.
Osobliwościami są: grobowiec króla Ryszarda Lwie Serce zawierający jego serce, epitafium wraz ze szczątkami cesarzowej Matyldy oraz niezwykła XI-wieczna półkolista krypta odkryta w 1934.
W latach 90. XIX w. Claude Monet namalował cykl 31 obrazów katedry w Rouen, z których kilka jest wystawianych w Musée d’Orsay w Paryżu. Artysta badał efekt zmiany światła padającego na zachodnią fasadę i opisał zarówno detale powierzchni, jak i bryłę, przedkładając kolor nad rysunek.
W latach 1876–1880 najwyższy budynek na świecie. Najwyższy kościół we Francji, wyższa wieża ma 151 m wysokości, to czwarty co do wysokości kościół na świecie, a zarazem trzeci w Europie.

## Galeria

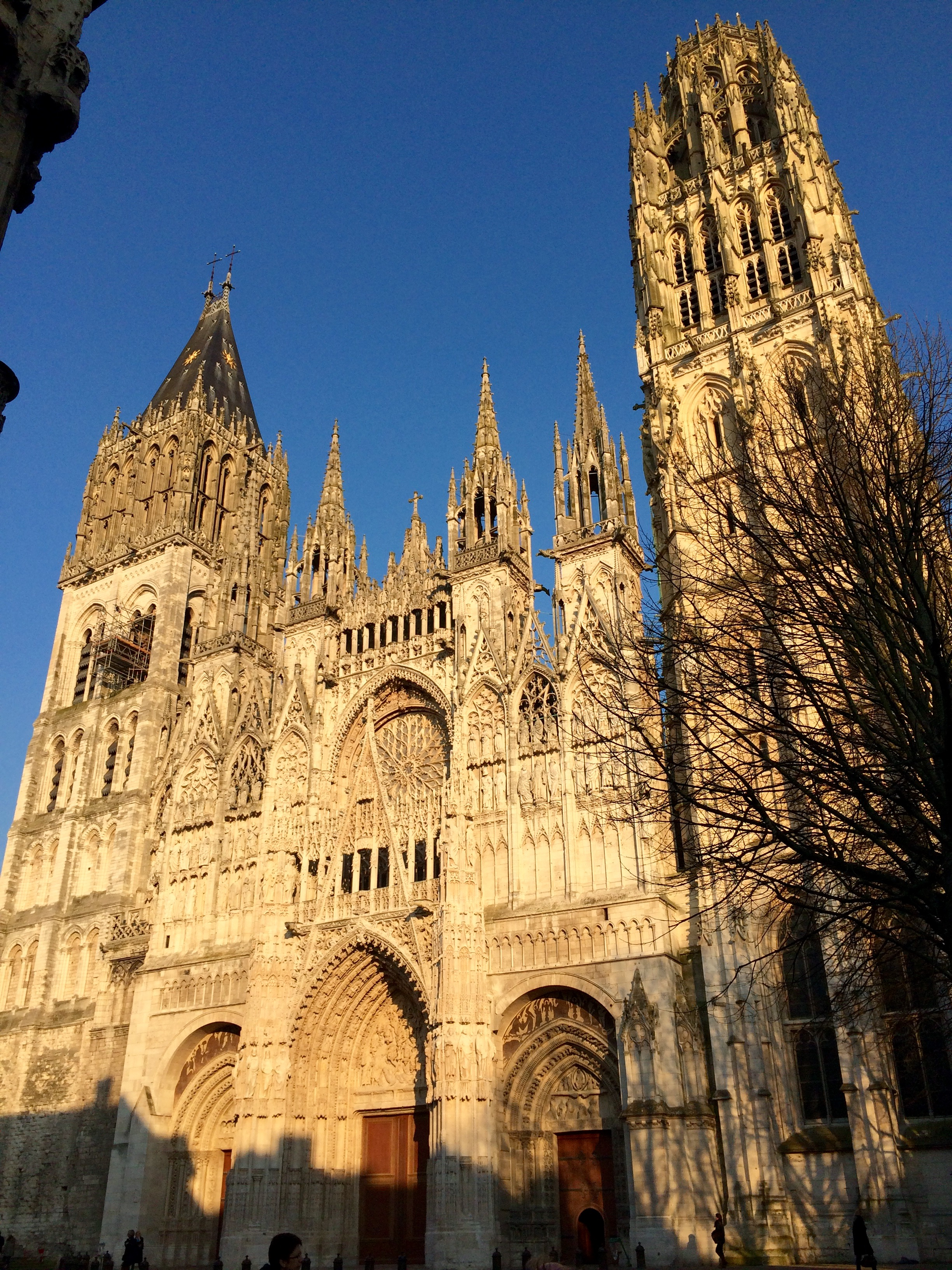
Fasada zachodnia o zmierzchu
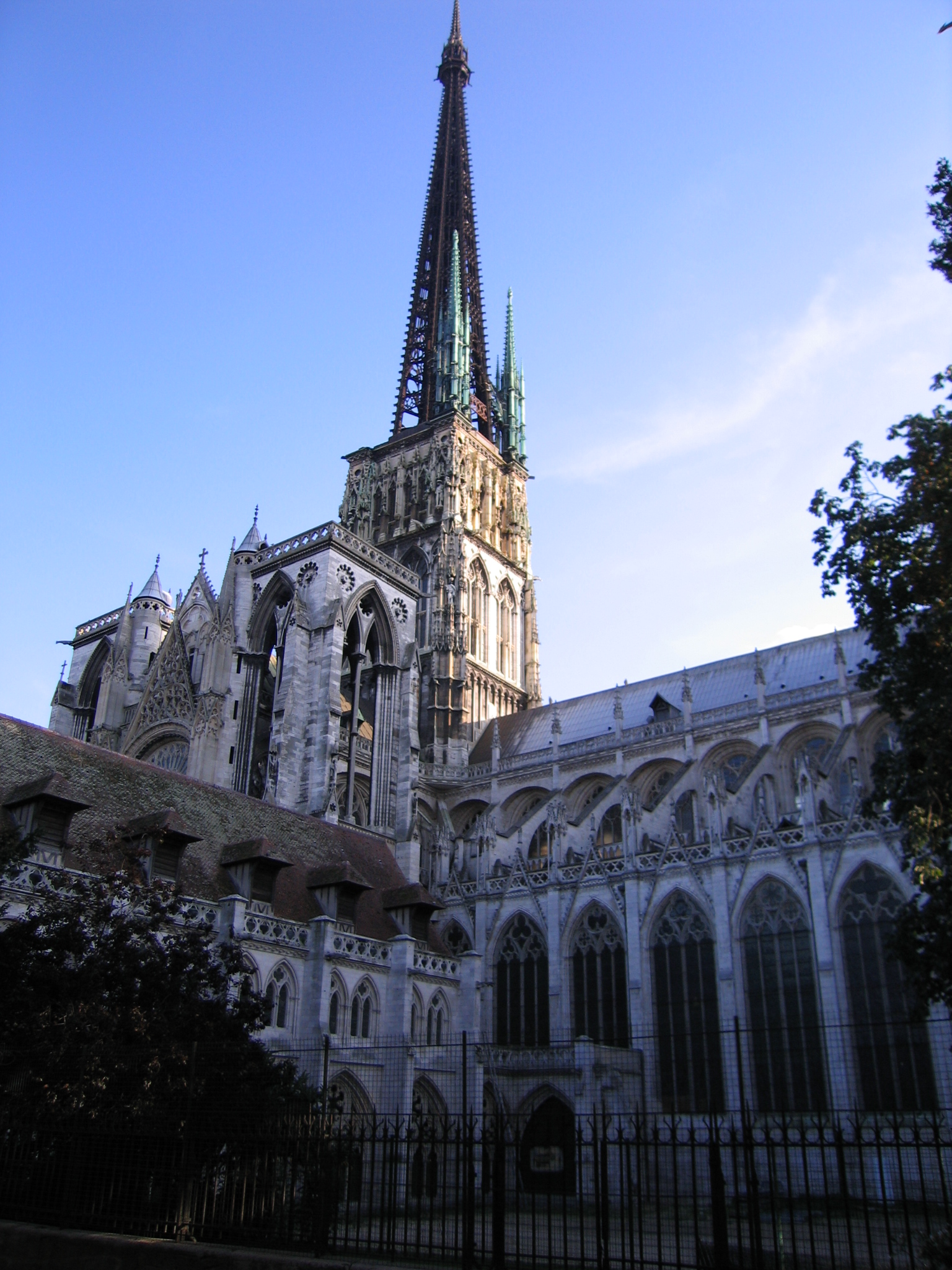
Katedra – neogotycka iglica na skrzyżowaniu naw
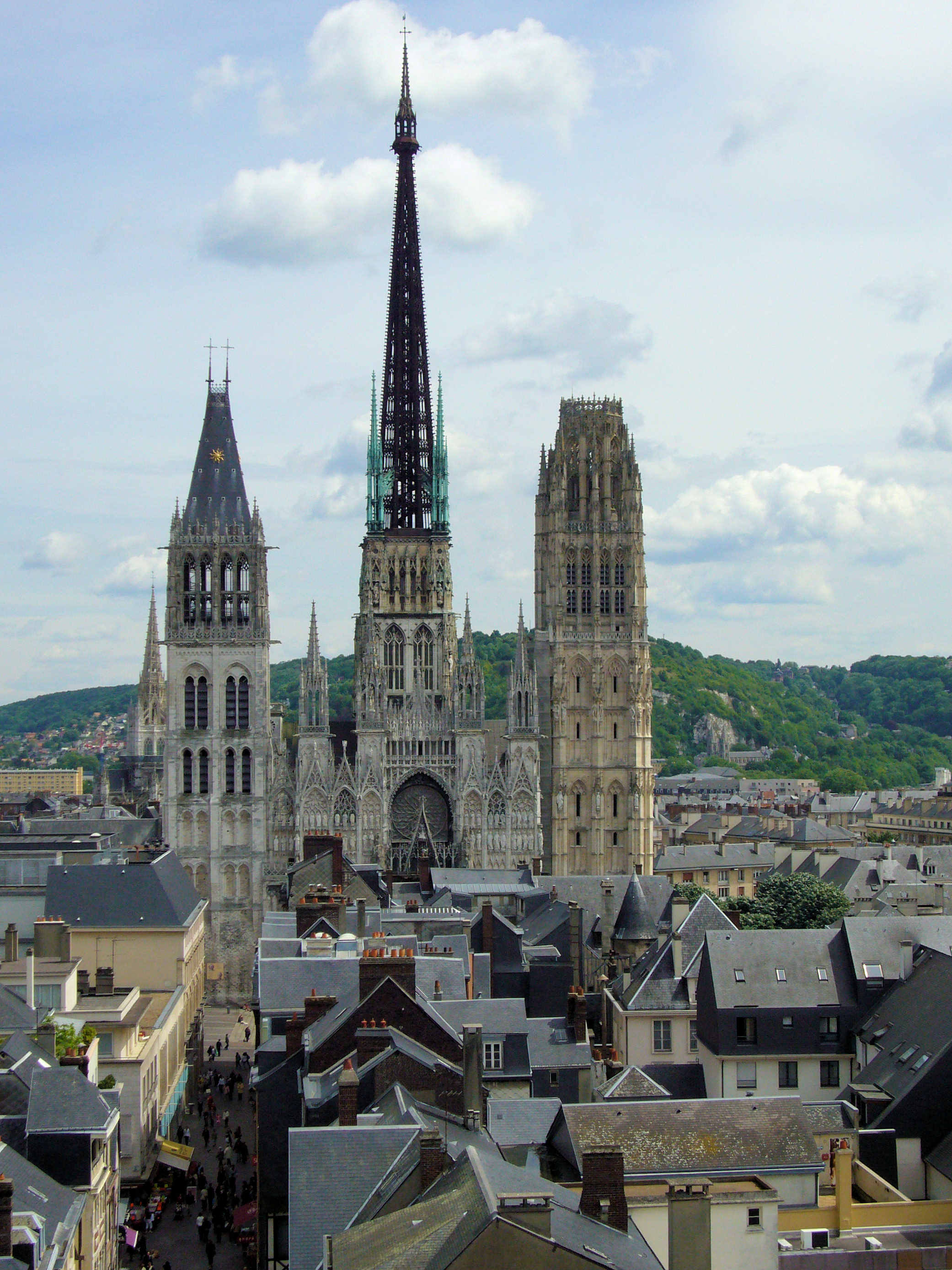
fasada południowa